# گروه تئاتر کانون ایران جوان
گروه تئاتر کانون ایران جوان در سال ۱۳۰۱ توسط موسیو آرتو طریان در تهران با کمک حسن مقدم و با همکاری ذبیح بهروز، تیمور تاش، علی اکبر سیاسی، غلامعلی فکری تشکیل شد. حسن مقدم متخلص به علی نوروز در سال ۱۳۰۰ ش. نمایشنامه «جعفرخان از فرنگ آمده» را نوشت و آرتو طریان با همکاری همسرش لالا و اعضای «گروه تئاتر کانون ایران جوان» در شب هشتم حمل (فروردین) ۱۳۰۱ در سالن گراند هتل تهران این نمایشنامه کمدی را به روی صحنه آورد.

## اعضا
- مسیو طریان
- گارگاش و همسرش
- غلامعلی فرکی
- معزدیوان فکری
- مادام ویکتوریا
- حسن مقدم

## آثار
| متن عنوان            | متن عنوان     | متن عنوان      |
| -------------------- | ------------- | -------------- |
| جعفرخان از فرنگ آمده | حسن مقدم      | سالن گراند هتل |
| صلح و صفا در خانه    | ژرژ کورتلین   | سالن گراند هتل |
| ماهپار               | علی‌اکبر سیاسی | سالن گراند هتل |
| دختر قرن بیستم       | مشرف نفیسی    | سالن گراند هتل |
|                      |               |                |